# Élections générales espagnoles de 2011 en Aragon
Les élections générales espagnoles de 2011 (en espagnol : Elecciones generales de España de 2011) se sont tenues le dimanche 20 novembre 2011 afin d'élire les 350 députés et 208 des 266 sénateurs de la Xe législature des Cortes Generales. 13 députés sont élus en Aragon.

## Résultats

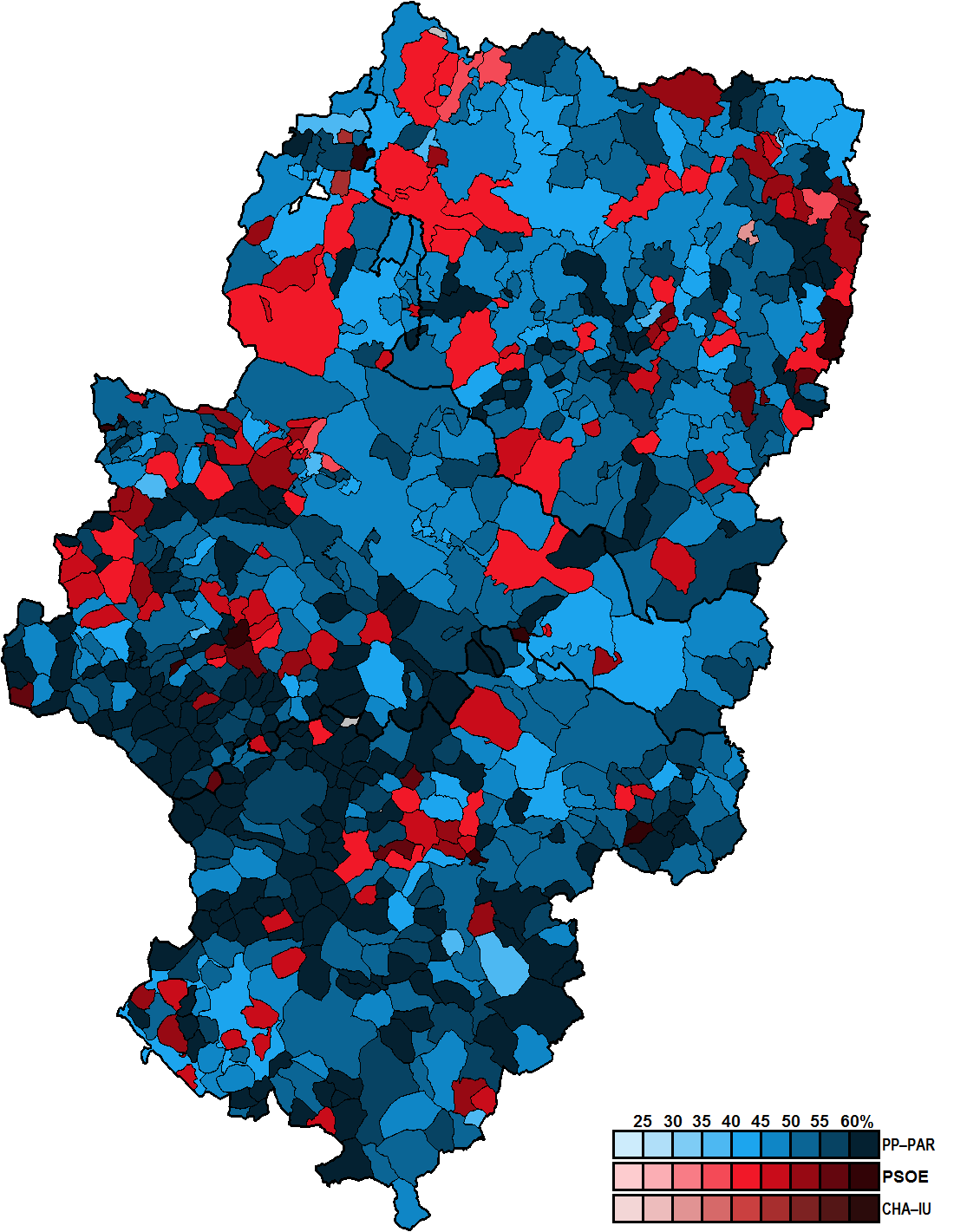
Résultats par commune.

| Parti                  | Parti                                                   | Voix      | %     | +/-   | Sièges | +/-           |
| ---------------------- | ------------------------------------------------------- | --------- | ----- | ----- | ------ | ------------- |
|                        | Liste commune PP-PAR                                    | 339 502   | 47,70 | 5,47  | 8      | 3             |
|                        | Parti socialiste ouvrier espagnol (PSOE)                | 224 314   | 31,52 | 14,87 | 4      | 4             |
|                        | Gauche plurielle (IU-CHA)                               | 74 944    | 10,53 | 2,71  | 1      | 1             |
|                        | Union, progrès et démocratie (UPyD)                     | 41 032    | 5,77  | 4,63  | 0      | en stagnation |
|                        | Equo                                                    | 5 329     | 0,75  | Nv.   | 0      | en stagnation |
|                        | Parti animaliste contre la maltraitance animale (PACMA) | 3 404     | 0,48  | 0,32  | 0      | en stagnation |
|                        | Sièges en blanc (EB)                                    | 3 106     | 0,44  | Nv.   | 0      | en stagnation |
|                        | Parti communiste des peuples d'Espagne (PCPE)           | 1 409     | 0,20  | 0,16  | 0      | en stagnation |
|                        | Pour un monde + juste (PUM+J)                           | 1 376     | 0,19  | 0,13  | 0      | en stagnation |
|                        | Autres partis                                           | 2 741     | 0,39  | -     | 0      | -             |
|                        | Vote blanc                                              | 14 535    | 2,04  | 0,79  |        |               |
|                        |                                                         |           |       |       |        |               |
| Suffrages exprimés     | Suffrages exprimés                                      | 711 692   | 98,43 |       |        |               |
| Votes nuls             | Votes nuls                                              | 11 379    | 1,57  |       |        |               |
| Total                  | Total                                                   | 723 071   | 100   | -     | 13     | en stagnation |
| Abstention             | Abstention                                              | 295 439   | 29,01 |       |        |               |
| Inscrits/Participation | Inscrits/Participation                                  | 1 018 510 | 70,99 |       |        |               |

### Résultats par provinces

#### Huesca
| Parti                  | Parti                                                   | Voix    | %     | +/-   | Sièges | +/-           |
| ---------------------- | ------------------------------------------------------- | ------- | ----- | ----- | ------ | ------------- |
|                        | Liste commune PP-PAR                                    | 58 435  | 48,47 | 5,81  | 2      | 1             |
|                        | Parti socialiste ouvrier espagnol (PSOE)                | 40 721  | 33,77 | 13,83 | 1      | 1             |
|                        | Gauche plurielle (IU-CHA)                               | 9 937   | 8,24  | 2,42  | 0      | en stagnation |
|                        | Union, progrès et démocratie (UPyD)                     | 5 408   | 4,49  | 3,19  | 0      | en stagnation |
|                        | Equo                                                    | 1 471   | 1,22  | Nv.   | 0      | en stagnation |
|                        | Parti animaliste contre la maltraitance animale (PACMA) | 558     | 0,46  | 0,32  | 0      | en stagnation |
|                        | Parti pirate (Pirata)                                   | 403     | 0,33  | Nv.   | 0      | en stagnation |
|                        | Parti communiste des peuples d'Espagne (PCPE)           | 354     | 0,29  | 0,24  | 0      | en stagnation |
|                        | Pour un monde + juste (PUM+J)                           | 286     | 0,24  | 0,17  | 0      | en stagnation |
|                        | Unification communiste de l'Espagne (UCE)               | 107     | 0,09  | Nv.   | 0      | en stagnation |
|                        | Vote blanc                                              | 2 890   | 2,40  | 1,07  |        |               |
|                        |                                                         |         |       |       |        |               |
| Suffrages exprimés     | Suffrages exprimés                                      | 120 570 | 98,27 |       |        |               |
| Votes nuls             | Votes nuls                                              | 2 117   | 1,73  |       |        |               |
| Total                  | Total                                                   | 122 687 | 100   | -     | 3      | en stagnation |
| Abstention             | Abstention                                              | 53 026  | 30,18 |       |        |               |
| Inscrits/Participation | Inscrits/Participation                                  | 175 713 | 69,82 |       |        |               |

#### Teruel
| Parti                  | Parti                                                   | Voix    | %     | +/-   | Sièges | +/-           |
| ---------------------- | ------------------------------------------------------- | ------- | ----- | ----- | ------ | ------------- |
|                        | Liste commune PP-PAR                                    | 39 993  | 51,78 | 3,59  | 2      | 1             |
|                        | Parti socialiste ouvrier espagnol (PSOE)                | 25 426  | 32,92 | 11,58 | 1      | 1             |
|                        | Gauche plurielle (IU-CHA)                               | 6 103   | 7,90  | 2,94  | 0      | en stagnation |
|                        | Union, progrès et démocratie (UPyD)                     | 2 656   | 3,44  | 2,99  | 0      | en stagnation |
|                        | Sièges en blanc (EB)                                    | 466     | 0,60  | Nv.   | 0      | en stagnation |
|                        | Parti animaliste contre la maltraitance animale (PACMA) | 260     | 0,34  | 0,23  | 0      | en stagnation |
|                        | Parti pirate (Pirata)                                   | 218     | 0,28  | Nv.   | 0      | en stagnation |
|                        | Socialistes pour Teruel (SxT)                           | 169     | 0,22  | Nv.   | 0      | en stagnation |
|                        | Pour un monde + juste (PUM+J)                           | 151     | 0,20  | 0,17  | 0      | en stagnation |
|                        | Unification communiste de l'Espagne (UCE)               | 93      | 0,12  | Nv.   | 0      | en stagnation |
|                        | Vote blanc                                              | 1 694   | 2,19  | 1,10  |        |               |
|                        |                                                         |         |       |       |        |               |
| Suffrages exprimés     | Suffrages exprimés                                      | 77 229  | 97,85 |       |        |               |
| Votes nuls             | Votes nuls                                              | 1 700   | 2,15  |       |        |               |
| Total                  | Total                                                   | 78 929  | 100   | -     | 3      | en stagnation |
| Abstention             | Abstention                                              | 33 372  | 29,72 |       |        |               |
| Inscrits/Participation | Inscrits/Participation                                  | 112 301 | 70,28 |       |        |               |

#### Saragosse
| Parti                  | Parti                                                   | Voix    | %     | +/-   | Sièges | +/-           |
| ---------------------- | ------------------------------------------------------- | ------- | ----- | ----- | ------ | ------------- |
|                        | Liste commune PP-PAR                                    | 241 074 | 46,91 | 5,72  | 4      | 1             |
|                        | Parti socialiste ouvrier espagnol (PSOE)                | 158 167 | 30,78 | 15,62 | 2      | 2             |
|                        | Gauche plurielle (IU-CHA)                               | 58 904  | 11,46 | 2,70  | 1      | 1             |
|                        | Union, progrès et démocratie (UPyD)                     | 32 968  | 6,42  | 5,21  | 0      | en stagnation |
|                        | Equo                                                    | 3 858   | 0,75  | Nv.   | 0      | en stagnation |
|                        | Sièges en blanc (EB)                                    | 2 640   | 0,51  | Nv.   | 0      | en stagnation |
|                        | Parti animaliste contre la maltraitance animale (PACMA) | 2 586   | 0,75  | 0,33  | 0      | en stagnation |
|                        | Parti communiste des peuples d'Espagne (PCPE)           | 1 055   | 0,21  | 0,17  | 0      | en stagnation |
|                        | Pour un monde + juste (PUM+J)                           | 939     | 0,18  | 0,11  | 0      | en stagnation |
|                        | Donnons le changement (DeC)                             | 508     | 0,10  | Nv.   | 0      | en stagnation |
|                        | Autres partis                                           | 1 243   | 0,24  | -     | 0      | -             |
|                        | Vote blanc                                              | 9 951   | 1,94  | 0,68  |        |               |
|                        |                                                         |         |       |       |        |               |
| Suffrages exprimés     | Suffrages exprimés                                      | 513 893 | 98,55 |       |        |               |
| Votes nuls             | Votes nuls                                              | 7 562   | 1,45  |       |        |               |
| Total                  | Total                                                   | 521 455 | 100   | -     | 7      | en stagnation |
| Abstention             | Abstention                                              | 209 041 | 28,62 |       |        |               |
| Inscrits/Participation | Inscrits/Participation                                  | 730 496 | 71,38 |       |        |               |